# Paris-Roubaix 1990
Paris-Roubaix 1990 a fost a 88-a ediție a Paris-Roubaix, o cursă clasică de ciclism de o zi din Franța. Evenimentul a avut loc pe 8 aprilie 1990 și s-a desfășurat pe o distanță de 265 de kilometri până la velodromul din Roubaix. Câștigătorul a fost Eddy Planckaert din Belgia de la echipa 	Panasonic - Sportlife.

## Rezultate
| Loc | Concurent                     | Echipă                | Timp       |
| --- | ----------------------------- | --------------------- | ---------- |
| 1   | Eddy Planckaert (BEL)         | Panasonic-Sportlife   | 7h 37' 02" |
| 2   | Steve Bauer (CAN)             | 7 Eleven-Hoonved      | +0"        |
| 3   | Edwig Van Hooydonck (BEL)     | Buckler-Colnago-Decca | +0"        |
| 4   | Martial Gayant (FRA)          | Toshiba               | +0"        |
| 5   | Jean-Marie Wampers (BEL)      | Panasonic-Sportlife   | +3"        |
| 6   | Gilbert Duclos-Lassalle (FRA) | Z–Peugeot             | +3"        |
| 7   | Thomas Wegmuller (SUI)        | Weinmann              | +7"        |
| 8   | Adri van der Poel (NED)       | Weinmann              | +10"       |
| 9   | Rudy Dhaenens (BEL)           | PDM-Ultima-Concorde   | +10"       |
| 10  | John Talen (NED)              | Panasonic-Sportlife   | +10"       |